# Castaway, la ragazza Venerdì
Castaway, la ragazza Venerdì (Castaway) è un film del 1986 diretto da Nicolas Roeg. È l'adattamento cinematografico di Via dal mondo (1984), libro di Lucy Irvine.

## Produzione
In Via dal mondo, Lucy Irvine racconta dell'anno passato in compagnia dello scrittore Gerald Kingsland sulla sperduta isola di Tuin (Barney Island), tra la Papua Nuova Guinea e l'Australia. Nel 1981 Irvine rispose ad un annuncio («Scrittore cerca "moglie" per trascorrere un anno su isola dei tropici») che Kingsland aveva pubblicato sul periodico Time Out. Irvine venne scelta tra cinquanta donne che risposero all'annuncio e, come da accordo, lo sposò per via delle leggi immigratorie in Australia prima di andare a Tuin. Lucy Irvine aveva 25 anni e Kingsland ne aveva 49. Dopo un anno Irvine tornò in Inghilterra per scrivere le sue memorie.